# Фторид ниобия(IV)
Фторид ниобия(IV) — неорганическое соединение, 
соль металла ниобия и фтористоводородной кислоты
с формулой NbF4,
чёрные гигроскопичные кристаллы,
реагирует с водой.

## Получение
- Восстановление фторида ниобия(V) порошкообразным ниобием:

{\displaystyle {\mathsf {4NbF_{5}+Nb\ {\xrightarrow {T}}\ 5NbF_{4}}}}

## Физические свойства
Фторид ниобия(IV) образует чёрные гигроскопичные кристаллы
тетрагональной сингонии,
 
параметры ячейки a = 0,4082 нм, c = 0,8161 нм, Z = 2.

## Химические свойства
- Диспропорционирует при нагревании [1]:

{\displaystyle {\mathsf {2NbF_{4}\ {\xrightarrow {350^{o}C}}\ NbF_{3}+NbF_{5}}}}
- Окисляется во влажном воздухе:

{\displaystyle {\mathsf {4NbF_{4}+6H_{2}O+O_{2}\ {\xrightarrow {}}\ 4NbO_{2}F+12HF}}}
- Окисляется при нагревании на воздухе [2]:

{\displaystyle {\mathsf {NbF_{4}+O_{2}\ {\xrightarrow {T}}\ NbOF_{3}+OF}}}